# Ctenomys osvaldoreigi
Ctenomys osvaldoreigi е вид бозайник от семейство тукотукови (Ctenomyidae). Видът е критично застрашен от изчезване.

## Разпространение
Разпространен е в Аржентина.